# Novus ordo seclorum

Rub státní pečeti USA

Novus ordo seclorum (výslovnost [novus ordó seklórum], latinsky „nový řád věků“) je jedno ze dvou hesel na rubu státní pečeti USA. Autorem pečeti i této formulace hesla byl sekretář Kontinentálního kongresu Charles Thomson, vychází však z děl latinského básníka Publia Vergilia Marona. Sám Thomson význam tohoto hesla vysvětlil takto: „slova pod ní (pyramidou) vyjadřují začátek nové americké éry.“
Latinský výraz novus ordo znamená „nový řád“, nebo ještě spíše „nové pořadí“; výraz seclorum je genitiv plurálu od slova sæculum, které znamená „věk“ (seclorum je zkrácená forma slova sæculorum, která se v latině používá především v poezii, tvar sæculorum je totiž velmi obtížné použít v latinském verši). Celé motto tedy znamená „nový řád věků“ nebo „nové pořadí věků“. Podobně jako druhé heslo na pečeti, Annuit coeptis, je i heslo Novus ordo seclorum obměnou verše z antického básníka Publia Vergilia Marona (Zpěvy pastýřské IV,4-7):
Ultima Cumaei venit iam carminis aetas;

magnus ab integro saeclorum nascitur ordo.

iam redit et Virgo, redeunt Saturnia regna,

iam nova progenies caelo demittitur alto.

V překladu Otmara Vaňorného:
„Přišel poslední věk, jak kumská hlásala věštba;

velké pořadí věků, jak bývalo, počíná znova,

již se zas vrací Panna a vrací se saturnská říše,

nový již lidský rod nám posílá vysoké nebe.“
Vergilius v této básni navazuje na antickou představu čtyř věků, podle které se lidstvo postupně zhoršuje: po prvotním dokonalém zlatém věku (který je spojen s bohem Saturnem, proto „saturnská říše“) nastal horší věk stříbrný, poté ještě úpadkovější věk bronzový a nakonec „poslední věk“ železný – za ten pokládá Vergilius svou vlastní dobu. Na sklonku železného věku však má dojít k obrodě, vrátí se zlatý věk a „veliké pořadí věků počne znova“.
Ačkoli v pozdější křesťanské latině může latinské slovo saeculum v jednotném čísle v určitých kontextech znamenat také „svět“ (odtud sekulární, tj. „světský“), v množném čísle však tento význam mít nemůže. Překlad „nový řád světa“ nebo „nový světový řád“ (anglicky New World Order), který je rozšířen zejména ve spojitosti s konspiračními teoriemi, je tedy zcela mylný.